# Rețea globală discretă
O grilă globală discretă (DGG) este un mozaic care acoperă întreaga suprafață a Pământului. Matematic, este o compartimentare spațială: formata dintr-un set de regiuni care nu sunt goale și formează o partiție a suprafeței Pământului. Într-o strategie obișnuită de modelare a grilei, pentru a simplifica calculele poziției, fiecare regiune este reprezentată de un punct, abstractizând grila ca un set de puncte de regiune. Fiecare regiune sau punct de regiune din grilă se numește celulă . 
Când fiecare celulă a unei grile este supusă unei partiții recursive, rezultând o „serie de grile globale discrete cu rezoluție progresiv mai fină”, formând o grilă ierarhică, aceasta este numită DGG Ierarhică (uneori „sistem DGG”). 
Grilele globale discrete sunt utilizate ca bază geometrică pentru construirea structurilor de date geospațiale. Fiecare celulă este legată de obiecte sau valori de date, sau (în cazul ierarhic) poate fi asociată cu alte celule. DGG - urile au fost propuse pentru utilizarea într-o gamă largă de aplicații geospațiale, incluzând reprezentarea locațiilor vectoriale și raster, fuziunea de date și baze de date spațiale. 
Cele mai obișnuite grile sunt pentru reprezentarea poziției orizontale, folosind un sistem de coordonate standard, cum ar fi WGS84 . În acest context, este comună utilizarea unei DGG specifice ca bază pentru standardizarea geocodificării . 
În contextul unui index spațial, un DGG poate atribui identificatori unici fiecărei celule de grilă, folosindu-l în scopuri de indexare spațială, în baze de date spatiale sau pentru geocodare . 

## Model de referință al globului
„Globul”, în conceptul DGG, nu are o semantică strictă, dar în Geodezie, așa-numitul „Sistem de referință grilă ” este o grilă care împarte spațiul cu poziții precise în raport cu un datum, care este aproximare "modelului geoid-ului standard". Deci, în rolul Geoid-ului, „globul” acoperit de un DGG poate fi oricare dintre următoarele obiecte: 
- Suprafața topografică a Pământului, când fiecare celulă a grilei are coordonatele sale de poziție a suprafeței și altitudinea în raport cu Geoidul standard . Exemplu: grilă cu coordonate (φ, λ, z) unde z este altitudinea.
- O suprafață standard Geoid . Coordonata z este zero pentru toată grila, deci poate fi omisă, (φ, λ) . 
Standardele antice, înainte de 1687 (publicația Principia lui Newton), foloseau o „sferă de referință”; în zilele noastre Geoidul este abstractizat matematic ca elipsoid de referință . 
  - Un Geoid simplificat: uneori un standard geodezic vechi (de ex SAD69 ) sau o suprafață non-geodezică (de exemplu, o suprafață perfect sferică) trebuie adoptată și va fi acoperită de grilă. În acest caz, celulele trebuie să fie etichetate cu precizie, (φ ', λ'), iar transformarea (φ, λ) ⟾ (φ ', λ') trebuie cunoscută.
- O suprafață de proiecție . De obicei, coordonatele geografice (φ, λ) sunt proiectate (cu o oarecare distorsiune) pe planul de cartografiere 2D cu coordonate carteziene 2D (x, y).

Ca un proces de modelare globală, DGG-urile moderne, atunci când includ procesul de proiecție, tind să evite suprafețele precum cilindrul sau solidele conice care duc la întreruperi și probleme de indexare. Poliedrele obișnuite și alte echivalente topologice ale sferei au dus la cele mai promițătoare opțiuni cunoscute care trebuie acoperite de DGG,  deoarece „proiecțiile sferice păstrează topologia corectă a Pământului - nu există singularități sau discontinuități de a face față”. 
Atunci când lucrăm cu o DGG, este important să specificăm care dintre aceste opțiuni a fost adoptată. Deci, caracterizarea modelului de referință a globului unui DGG poate fi rezumată prin: 
- Obiectul recuperat: tipul de obiect în rolul de glob. Dacă nu există proiecție, obiectul acoperit de grilă este Geoidul, Pământul sau o sferă; altfel este clasa de geometrie a suprafeței de proiecție (de exemplu, un cilindru, un cub sau un con).
- Tipul proiecției: absent (fără proiecție) sau prezent. Când este prezent, caracterizarea acesteia poate fi rezumată prin sistemul de proiecte (de exemplu, suprafață egală, conformală etc.) și clasa funcției corective (de exemplu, trigonometrice, liniare, cvadractice etc. ).

```
NOTĂ: când DGG acoperă o suprafață de proiecție, într-un context de 
proveniență a datelor
, metadatele despre Geoid de referință sunt, de asemenea, importante 
—
 informând, de regulă, valoarea 
CRS ISO 19111
, fără confuzie cu suprafața de proiecție. 
```

## Tipuri și exemple
Principala caracteristică distinctivă pentru clasificarea sau compararea DGG este utilizarea sau nu a structurilor ierarhice de grilă: 
- În sistemele de referință ierarhice, fiecare celulă este o „referință în cutie” la un subset de celule, iar identificatorii de celule pot exprima această ierarhie în logica sau structura sa de numerotare.
- În sistemele de referință non-ierarhice, fiecare celulă are un identificator distinct și reprezintă o regiune la scară fixă a spațiului. Discretizarea sistemului Latitude/Longitudine este cea mai populară, iar referința standard pentru conversii.

Alte criterii uzuale pentru clasificarea unei DGG sunt forma de grila și granularitatea (rezoluția grilei): 
- Regularitatea și forma plăcilor : există grilă regulată, semi-regulată sau neregulată . La fel ca în învelișurile generice realizate de poligoane regulate, este posibilă greșirea cu fața obișnuită (cum ar fi plăcile de perete pot fi dreptunghiulare, triunghiulare, hexagonale etc.), sau cu același tip de față, dar schimbându-și dimensiunea sau unghiurile, rezultând forme semi-regulate.
Uniformitatea formei și regularitatea valorilor metrice oferă algoritmi mai buni de indexare a grilei. Deși are o utilizare mai puțin practică, sunt posibile grile total neregulate, cum ar fi într-o acoperire Voronoi.
- Granulație fină sau grosieră (dimensiunea celulelor): DGG-urile moderne sunt parametrizabile în rezoluția sa de rețea, deci este o caracteristică a instanței finale DGG, dar nu este utilă pentru a clasifica DGG-urile, cu excepția cazului în care tipul DGG trebuie să utilizeze o rezoluție specifică sau să aibă o limită de discretizare. O grilă de granulație „fină” este nelimitată și „grosieră” se referă la limitarea drastică. Din punct de vedere istoric, principalele limitări sunt legate de mediile digitale/analogice, de reprezentările de compresie/extinse ale grilei într-o bază de date și de limitările de memorie pentru stocarea grilei. Când este necesară o caracterizare cantitativă, se poate adopta aria medie a celulelor grilă sau distanța medie între centrele celulare.

### Grile neierarhice
Cea mai obișnuită clasă de grile globale discrete sunt cele care plasează punctele centrale ale celulelor pe meridianele longitudinale/latitudine și paralele sau care folosesc meridianele longitudinale/latitudine și paralele pentru a forma limitele celulelor dreptunghiulare. Exemple de astfel de rețele, toate bazate pe Latitudine/Longitudine: 
| UTM | UTM | UTM | UTM | UTM |
| Împarte Pământul în șaizeci de zone (benzi), fiecare fiind o bandă are șase grade de longitudine. Media digitală elimină zona suprapusă. Folosiți proiecția Mercator transversală secantă în fiecare zonă. Definiți 60 de cilindri secanți, 1 pe zonă. „Zonele UTM” au fost îmbunătățite de Sistemul de referință militar (MGRS), prin adăugarea de Benzi de latitudine. | Împarte Pământul în șaizeci de zone (benzi), fiecare fiind o bandă are șase grade de longitudine. Media digitală elimină zona suprapusă. Folosiți proiecția Mercator transversală secantă în fiecare zonă. Definiți 60 de cilindri secanți, 1 pe zonă. „Zonele UTM” au fost îmbunătățite de Sistemul de referință militar (MGRS), prin adăugarea de Benzi de latitudine. | Împarte Pământul în șaizeci de zone (benzi), fiecare fiind o bandă are șase grade de longitudine. Media digitală elimină zona suprapusă. Folosiți proiecția Mercator transversală secantă în fiecare zonă. Definiți 60 de cilindri secanți, 1 pe zonă. „Zonele UTM” au fost îmbunătățite de Sistemul de referință militar (MGRS), prin adăugarea de Benzi de latitudine. | Împarte Pământul în șaizeci de zone (benzi), fiecare fiind o bandă are șase grade de longitudine. Media digitală elimină zona suprapusă. Folosiți proiecția Mercator transversală secantă în fiecare zonă. Definiți 60 de cilindri secanți, 1 pe zonă. „Zonele UTM” au fost îmbunătățite de Sistemul de referință militar (MGRS), prin adăugarea de Benzi de latitudine. | Împarte Pământul în șaizeci de zone (benzi), fiecare fiind o bandă are șase grade de longitudine. Media digitală elimină zona suprapusă. Folosiți proiecția Mercator transversală secantă în fiecare zonă. Definiți 60 de cilindri secanți, 1 pe zonă. „Zonele UTM” au fost îmbunătățite de Sistemul de referință militar (MGRS), prin adăugarea de Benzi de latitudine. |
| --- | --- | --- | --- | --- |
| initiat: 1940 | acoperire: cilindriva (60 optiuni) | proiecte: UTM sau lat long | plăci neregulate: dungi poligonale | granularitate: grosieră |

| UTM (MGRS) | UTM (MGRS) | UTM (MGRS) | UTM (MGRS) | UTM (MGRS) |
| Este o discretizare a rețelei UTM continue, cu un fel de ierarhie pe 2 niveluri, în care primul nivel (bob gros) corespunde „zonelor UTM cu benzi de latitudine” (MGRS), folosiți aceiași 60 de cilindri ca obiecte de proiecție de referință. Fiecare celulă cu granulație fină este desemnată printr-un ID structurat compus din „desemnarea zonei de rețea”, „identificatorul pătrat de 100.000 de metri” și „locația numerică”. Rezoluția grilei este o funcție directă a numărului de cifre din coordonate, care este, de asemenea, standardizată. De exemplu, celula 17N 630084 4833438 este un pătrat de ~ 10mx10m. NOTA: acest standard utilizează 60 de cilindri distincți pentru proiecții. Există, de asemenea, standardele „Regional Transverse Mercator” (RTM sau UTM Regional) și „Local Transverse Mercator” (LTM sau UTM Local), cu cilindri mai specifici, pentru o mai bună potrivire și precizie la punctul de interes. | Este o discretizare a rețelei UTM continue, cu un fel de ierarhie pe 2 niveluri, în care primul nivel (bob gros) corespunde „zonelor UTM cu benzi de latitudine” (MGRS), folosiți aceiași 60 de cilindri ca obiecte de proiecție de referință. Fiecare celulă cu granulație fină este desemnată printr-un ID structurat compus din „desemnarea zonei de rețea”, „identificatorul pătrat de 100.000 de metri” și „locația numerică”. Rezoluția grilei este o funcție directă a numărului de cifre din coordonate, care este, de asemenea, standardizată. De exemplu, celula 17N 630084 4833438 este un pătrat de ~ 10mx10m. NOTA: acest standard utilizează 60 de cilindri distincți pentru proiecții. Există, de asemenea, standardele „Regional Transverse Mercator” (RTM sau UTM Regional) și „Local Transverse Mercator” (LTM sau UTM Local), cu cilindri mai specifici, pentru o mai bună potrivire și precizie la punctul de interes. | Este o discretizare a rețelei UTM continue, cu un fel de ierarhie pe 2 niveluri, în care primul nivel (bob gros) corespunde „zonelor UTM cu benzi de latitudine” (MGRS), folosiți aceiași 60 de cilindri ca obiecte de proiecție de referință. Fiecare celulă cu granulație fină este desemnată printr-un ID structurat compus din „desemnarea zonei de rețea”, „identificatorul pătrat de 100.000 de metri” și „locația numerică”. Rezoluția grilei este o funcție directă a numărului de cifre din coordonate, care este, de asemenea, standardizată. De exemplu, celula 17N 630084 4833438 este un pătrat de ~ 10mx10m. NOTA: acest standard utilizează 60 de cilindri distincți pentru proiecții. Există, de asemenea, standardele „Regional Transverse Mercator” (RTM sau UTM Regional) și „Local Transverse Mercator” (LTM sau UTM Local), cu cilindri mai specifici, pentru o mai bună potrivire și precizie la punctul de interes. | Este o discretizare a rețelei UTM continue, cu un fel de ierarhie pe 2 niveluri, în care primul nivel (bob gros) corespunde „zonelor UTM cu benzi de latitudine” (MGRS), folosiți aceiași 60 de cilindri ca obiecte de proiecție de referință. Fiecare celulă cu granulație fină este desemnată printr-un ID structurat compus din „desemnarea zonei de rețea”, „identificatorul pătrat de 100.000 de metri” și „locația numerică”. Rezoluția grilei este o funcție directă a numărului de cifre din coordonate, care este, de asemenea, standardizată. De exemplu, celula 17N 630084 4833438 este un pătrat de ~ 10mx10m. NOTA: acest standard utilizează 60 de cilindri distincți pentru proiecții. Există, de asemenea, standardele „Regional Transverse Mercator” (RTM sau UTM Regional) și „Local Transverse Mercator” (LTM sau UTM Local), cu cilindri mai specifici, pentru o mai bună potrivire și precizie la punctul de interes. | Este o discretizare a rețelei UTM continue, cu un fel de ierarhie pe 2 niveluri, în care primul nivel (bob gros) corespunde „zonelor UTM cu benzi de latitudine” (MGRS), folosiți aceiași 60 de cilindri ca obiecte de proiecție de referință. Fiecare celulă cu granulație fină este desemnată printr-un ID structurat compus din „desemnarea zonei de rețea”, „identificatorul pătrat de 100.000 de metri” și „locația numerică”. Rezoluția grilei este o funcție directă a numărului de cifre din coordonate, care este, de asemenea, standardizată. De exemplu, celula 17N 630084 4833438 este un pătrat de ~ 10mx10m. NOTA: acest standard utilizează 60 de cilindri distincți pentru proiecții. Există, de asemenea, standardele „Regional Transverse Mercator” (RTM sau UTM Regional) și „Local Transverse Mercator” (LTM sau UTM Local), cu cilindri mai specifici, pentru o mai bună potrivire și precizie la punctul de interes. |
| --- | --- | --- | --- | --- |
| initiat: 1950 | acoperire: (60 optiuni) | proiecte: UTM | plăci neregulate: unghi (conformat) | granularitate: fină |

| ISO 6709 | ISO 6709 | ISO 6709 | ISO 6709 | ISO 6709 |
| Discretizează reprezentarea tradițională "graticule" și locațiile moderne bazate pe celule cu coordonate numerice. Granularitatea este fixată printr-o convenție simplă a reprezentării numerice, exemplu: reticulă de un grad, reticulă de .01 grade etc. are ca rezultat celule care nu au suprafețe egale peste grilă. Forma celulelor este dreptunghiulară, cu excepția poliilor, unde sunt triunghiulare. Reprezentarea numerică este standardizată prin două convenții principale: grade (anexa D) și zecimală (anexa F). Rezoluția grilei este controlată de numărul de cifre (Anexa H). | Discretizează reprezentarea tradițională "graticule" și locațiile moderne bazate pe celule cu coordonate numerice. Granularitatea este fixată printr-o convenție simplă a reprezentării numerice, exemplu: reticulă de un grad, reticulă de .01 grade etc. are ca rezultat celule care nu au suprafețe egale peste grilă. Forma celulelor este dreptunghiulară, cu excepția poliilor, unde sunt triunghiulare. Reprezentarea numerică este standardizată prin două convenții principale: grade (anexa D) și zecimală (anexa F). Rezoluția grilei este controlată de numărul de cifre (Anexa H). | Discretizează reprezentarea tradițională "graticule" și locațiile moderne bazate pe celule cu coordonate numerice. Granularitatea este fixată printr-o convenție simplă a reprezentării numerice, exemplu: reticulă de un grad, reticulă de .01 grade etc. are ca rezultat celule care nu au suprafețe egale peste grilă. Forma celulelor este dreptunghiulară, cu excepția poliilor, unde sunt triunghiulare. Reprezentarea numerică este standardizată prin două convenții principale: grade (anexa D) și zecimală (anexa F). Rezoluția grilei este controlată de numărul de cifre (Anexa H). | Discretizează reprezentarea tradițională "graticule" și locațiile moderne bazate pe celule cu coordonate numerice. Granularitatea este fixată printr-o convenție simplă a reprezentării numerice, exemplu: reticulă de un grad, reticulă de .01 grade etc. are ca rezultat celule care nu au suprafețe egale peste grilă. Forma celulelor este dreptunghiulară, cu excepția poliilor, unde sunt triunghiulare. Reprezentarea numerică este standardizată prin două convenții principale: grade (anexa D) și zecimală (anexa F). Rezoluția grilei este controlată de numărul de cifre (Anexa H). | Discretizează reprezentarea tradițională "graticule" și locațiile moderne bazate pe celule cu coordonate numerice. Granularitatea este fixată printr-o convenție simplă a reprezentării numerice, exemplu: reticulă de un grad, reticulă de .01 grade etc. are ca rezultat celule care nu au suprafețe egale peste grilă. Forma celulelor este dreptunghiulară, cu excepția poliilor, unde sunt triunghiulare. Reprezentarea numerică este standardizată prin două convenții principale: grade (anexa D) și zecimală (anexa F). Rezoluția grilei este controlată de numărul de cifre (Anexa H). |
| --- | --- | --- | --- | --- |
| initiat: 1983 | obiect acoperire: (oricare ISO 1911 CRS) | proiecte: fară | plăci neregulate: formă sferică uniformă | granularitate: fină |

Format:DGGrid metaFormat:DGGrid meta
| ISO 6709 | ISO 6709 | ISO 6709 | ISO 6709 | ISO 6709 |
| Discretizează reprezentarea tradițională "graticule" și locațiile moderne bazate pe celule cu coordonate numerice. Granularitatea este fixată printr-o convenție simplă a reprezentării numerice, exemplu: reticulă de un grad, reticulă de .01 grade etc. are ca rezultat celule care nu au suprafețe egale peste grilă. Forma celulelor este dreptunghiulară, cu excepția poliilor, unde sunt triunghiulare. Reprezentarea numerică este standardizată prin două convenții principale: grade (anexa D) și zecimală (anexa F). Rezoluția grilei este controlată de numărul de cifre (Anexa H). | Discretizează reprezentarea tradițională "graticule" și locațiile moderne bazate pe celule cu coordonate numerice. Granularitatea este fixată printr-o convenție simplă a reprezentării numerice, exemplu: reticulă de un grad, reticulă de .01 grade etc. are ca rezultat celule care nu au suprafețe egale peste grilă. Forma celulelor este dreptunghiulară, cu excepția poliilor, unde sunt triunghiulare. Reprezentarea numerică este standardizată prin două convenții principale: grade (anexa D) și zecimală (anexa F). Rezoluția grilei este controlată de numărul de cifre (Anexa H). | Discretizează reprezentarea tradițională "graticule" și locațiile moderne bazate pe celule cu coordonate numerice. Granularitatea este fixată printr-o convenție simplă a reprezentării numerice, exemplu: reticulă de un grad, reticulă de .01 grade etc. are ca rezultat celule care nu au suprafețe egale peste grilă. Forma celulelor este dreptunghiulară, cu excepția poliilor, unde sunt triunghiulare. Reprezentarea numerică este standardizată prin două convenții principale: grade (anexa D) și zecimală (anexa F). Rezoluția grilei este controlată de numărul de cifre (Anexa H). | Discretizează reprezentarea tradițională "graticule" și locațiile moderne bazate pe celule cu coordonate numerice. Granularitatea este fixată printr-o convenție simplă a reprezentării numerice, exemplu: reticulă de un grad, reticulă de .01 grade etc. are ca rezultat celule care nu au suprafețe egale peste grilă. Forma celulelor este dreptunghiulară, cu excepția poliilor, unde sunt triunghiulare. Reprezentarea numerică este standardizată prin două convenții principale: grade (anexa D) și zecimală (anexa F). Rezoluția grilei este controlată de numărul de cifre (Anexa H). | Discretizează reprezentarea tradițională "graticule" și locațiile moderne bazate pe celule cu coordonate numerice. Granularitatea este fixată printr-o convenție simplă a reprezentării numerice, exemplu: reticulă de un grad, reticulă de .01 grade etc. are ca rezultat celule care nu au suprafețe egale peste grilă. Forma celulelor este dreptunghiulară, cu excepția poliilor, unde sunt triunghiulare. Reprezentarea numerică este standardizată prin două convenții principale: grade (anexa D) și zecimală (anexa F). Rezoluția grilei este controlată de numărul de cifre (Anexa H). |
| --- | --- | --- | --- | --- |
| initiat: 1983 | obiect acoperire: (oricare ISO 1911 CRS) | proiecte: fară | plăci neregulate: formă sferică uniformă | granularitate: fină |

| Grila Arakawa | Grila Arakawa | Grila Arakawa | Grila Arakawa | Grila Arakawa |
| A fost folosit pentru modelele de sistem Pământ pentru meteorologie și oceanografie de exemplu, Global Environmental Multiscale Model (GEM) (Sistemul global de mediu multiscalar) folosește rețelele Arakawa pentru Global Climate Modeling (Modelul global de climat). Numitul „A-grid” este DGG de referință, pentru a fi comparat cu alte DGG. Folosit în anii 1980 cu rezoluții de spațiu de ~ 500x500. | A fost folosit pentru modelele de sistem Pământ pentru meteorologie și oceanografie de exemplu, Global Environmental Multiscale Model (GEM) (Sistemul global de mediu multiscalar) folosește rețelele Arakawa pentru Global Climate Modeling (Modelul global de climat). Numitul „A-grid” este DGG de referință, pentru a fi comparat cu alte DGG. Folosit în anii 1980 cu rezoluții de spațiu de ~ 500x500. | A fost folosit pentru modelele de sistem Pământ pentru meteorologie și oceanografie de exemplu, Global Environmental Multiscale Model (GEM) (Sistemul global de mediu multiscalar) folosește rețelele Arakawa pentru Global Climate Modeling (Modelul global de climat). Numitul „A-grid” este DGG de referință, pentru a fi comparat cu alte DGG. Folosit în anii 1980 cu rezoluții de spațiu de ~ 500x500. | A fost folosit pentru modelele de sistem Pământ pentru meteorologie și oceanografie de exemplu, Global Environmental Multiscale Model (GEM) (Sistemul global de mediu multiscalar) folosește rețelele Arakawa pentru Global Climate Modeling (Modelul global de climat). Numitul „A-grid” este DGG de referință, pentru a fi comparat cu alte DGG. Folosit în anii 1980 cu rezoluții de spațiu de ~ 500x500. | A fost folosit pentru modelele de sistem Pământ pentru meteorologie și oceanografie de exemplu, Global Environmental Multiscale Model (GEM) (Sistemul global de mediu multiscalar) folosește rețelele Arakawa pentru Global Climate Modeling (Modelul global de climat). Numitul „A-grid” este DGG de referință, pentru a fi comparat cu alte DGG. Folosit în anii 1980 cu rezoluții de spațiu de ~ 500x500. |
| --- | --- | --- | --- | --- |
| initiat: 1977 | obiect acoperire: geoid | proiecte: | plăci neregulate: parametric, spațiu-timp | granularitate: medie |

Format:DGGrid meta
| Patrate WMO | Patrate WMO | Patrate WMO | Patrate WMO | Patrate WMO |
| O grilă specializată, utilizată în mod unic de NOAA, împarte o diagramă a lumii cu linii de rețea latitudine-longitudine în celule de rețea de 10° latitudine cu 10° longitudine, fiecare cu un identificator numeric unic din 4 cifre (prima cifră identifică cadranele NE/SE/SW/NW). | O grilă specializată, utilizată în mod unic de NOAA, împarte o diagramă a lumii cu linii de rețea latitudine-longitudine în celule de rețea de 10° latitudine cu 10° longitudine, fiecare cu un identificator numeric unic din 4 cifre (prima cifră identifică cadranele NE/SE/SW/NW). | O grilă specializată, utilizată în mod unic de NOAA, împarte o diagramă a lumii cu linii de rețea latitudine-longitudine în celule de rețea de 10° latitudine cu 10° longitudine, fiecare cu un identificator numeric unic din 4 cifre (prima cifră identifică cadranele NE/SE/SW/NW). | O grilă specializată, utilizată în mod unic de NOAA, împarte o diagramă a lumii cu linii de rețea latitudine-longitudine în celule de rețea de 10° latitudine cu 10° longitudine, fiecare cu un identificator numeric unic din 4 cifre (prima cifră identifică cadranele NE/SE/SW/NW). | O grilă specializată, utilizată în mod unic de NOAA, împarte o diagramă a lumii cu linii de rețea latitudine-longitudine în celule de rețea de 10° latitudine cu 10° longitudine, fiecare cu un identificator numeric unic din 4 cifre (prima cifră identifică cadranele NE/SE/SW/NW). |
| --- | --- | --- | --- | --- |
| initiat: 2001 | obiect acoperire: geoid | proiecte: | plăci neregulate: celule | granularitate: grosieră |

Format:DGGrid meta
| Patrate de retea globala | Patrate de retea globala | Patrate de retea globala | Patrate de retea globala | Patrate de retea globala |
| Sunt o extensie compatibilă a rețelelor japoneze de rețea standardizate în standardele industriale japoneze (JIS X0410) la nivel mondial. Codul World Grid Square, poate identifica pătratele de rețea care acoperă lumea pe baza a 6 straturi. Putem exprima un pătrat grilă folosind secvența de la 6 la 13 cifre, în conformitate cu rezoluția sa. | Sunt o extensie compatibilă a rețelelor japoneze de rețea standardizate în standardele industriale japoneze (JIS X0410) la nivel mondial. Codul World Grid Square, poate identifica pătratele de rețea care acoperă lumea pe baza a 6 straturi. Putem exprima un pătrat grilă folosind secvența de la 6 la 13 cifre, în conformitate cu rezoluția sa. | Sunt o extensie compatibilă a rețelelor japoneze de rețea standardizate în standardele industriale japoneze (JIS X0410) la nivel mondial. Codul World Grid Square, poate identifica pătratele de rețea care acoperă lumea pe baza a 6 straturi. Putem exprima un pătrat grilă folosind secvența de la 6 la 13 cifre, în conformitate cu rezoluția sa. | Sunt o extensie compatibilă a rețelelor japoneze de rețea standardizate în standardele industriale japoneze (JIS X0410) la nivel mondial. Codul World Grid Square, poate identifica pătratele de rețea care acoperă lumea pe baza a 6 straturi. Putem exprima un pătrat grilă folosind secvența de la 6 la 13 cifre, în conformitate cu rezoluția sa. | Sunt o extensie compatibilă a rețelelor japoneze de rețea standardizate în standardele industriale japoneze (JIS X0410) la nivel mondial. Codul World Grid Square, poate identifica pătratele de rețea care acoperă lumea pe baza a 6 straturi. Putem exprima un pătrat grilă folosind secvența de la 6 la 13 cifre, în conformitate cu rezoluția sa. |
| --- | --- | --- | --- | --- |

Format:DGGrid meta

### Grile ierarhice

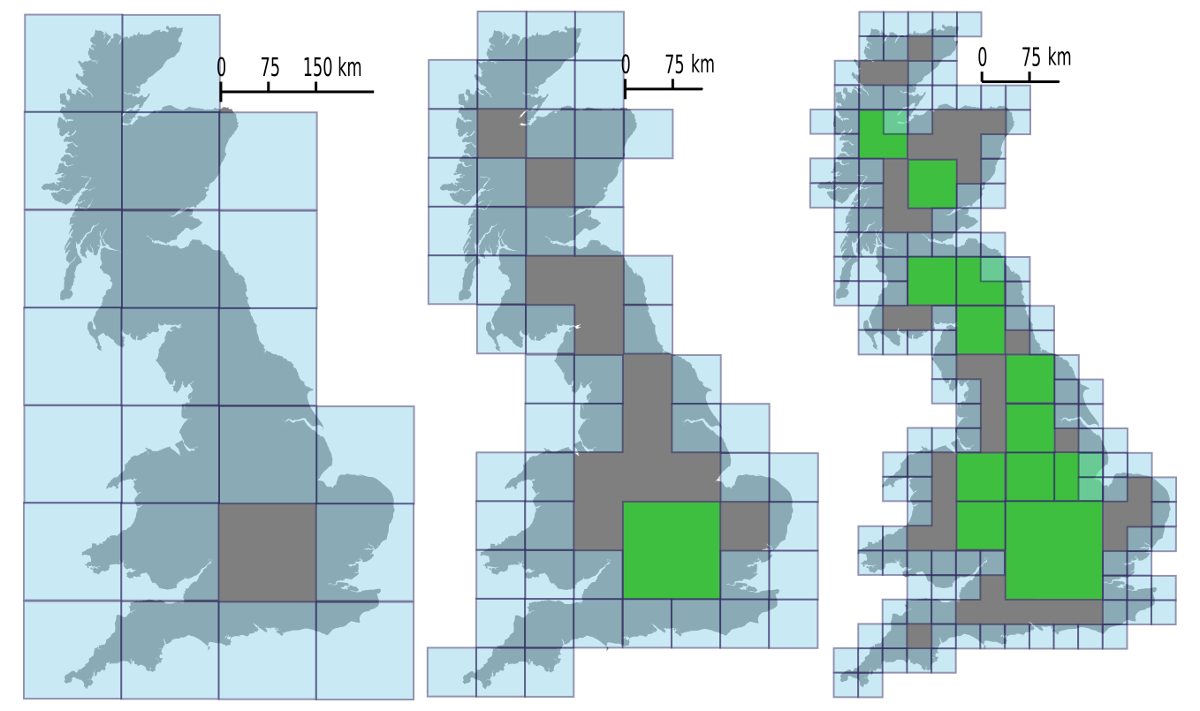
Partiționarea spațiului succesivă. Grila gri și verde din a doua și a treia hărți este ierarhizată.

Ilustrația din partea dreaptă arată 3 hărți de graniță ale coastei Marii Britanii. Prima hartă a fost acoperită de un nivel de rețea-0 cu celule de 150km. Doar o celulă gri din centru, fără a fi nevoie de zoom pentru detalii, rămâne nivelul-0; toate celelalte celule ale celei de-a doua hărți au fost partiționate în grilă cu patru celule (nivel de rețea-1), fiecare cu 75 km. În a treia hartă, 12 celule de nivel 1 rămân gri, toate celelalte au fost partiționate din nou, fiecare celulă de nivel 1 transformată într-o grilă de nivel 2.
Exemple de DGG-uri care utilizează un astfel de proces recursiv, generând grile ierarhice, includ:
| Reteauna Globala ISEA Discretă (ISEA DGGs) | Reteauna Globala ISEA Discretă (ISEA DGGs) | Reteauna Globala ISEA Discretă (ISEA DGGs) | Reteauna Globala ISEA Discretă (ISEA DGGs) | Reteauna Globala ISEA Discretă (ISEA DGGs) |
| Sunt o clasă de rețele propuse de cercetătorii de la Oregon State University. Celulele de rețea sunt create ca poligoane regulate pe suprafața unui icosaedru și apoi proiectate invers utilizând proiecția Snyder Icosahedral pe zone egale (ISEA) pentru a forma celule cu zonă egală pe sferă. Celulele pot fi hexagoane, triunghiuri sau patrulatere. Rezoluțiile multiple sunt indicate prin alegerea unei "deschideri" sau a raportului dintre zonele celulei la rezoluții consecutive. Unele aplicații ale ISG DGG includ produse de date generate de satelitul Soil Moisture and Ocean Salinity (SMOS) al Agenției Spațiale Europene și software-ul comercial Global Grid Systems Insight, care folosește ISEA3H (diafragma 3 Hexagonal DGGS). | Sunt o clasă de rețele propuse de cercetătorii de la Oregon State University. Celulele de rețea sunt create ca poligoane regulate pe suprafața unui icosaedru și apoi proiectate invers utilizând proiecția Snyder Icosahedral pe zone egale (ISEA) pentru a forma celule cu zonă egală pe sferă. Celulele pot fi hexagoane, triunghiuri sau patrulatere. Rezoluțiile multiple sunt indicate prin alegerea unei "deschideri" sau a raportului dintre zonele celulei la rezoluții consecutive. Unele aplicații ale ISG DGG includ produse de date generate de satelitul Soil Moisture and Ocean Salinity (SMOS) al Agenției Spațiale Europene și software-ul comercial Global Grid Systems Insight, care folosește ISEA3H (diafragma 3 Hexagonal DGGS). | Sunt o clasă de rețele propuse de cercetătorii de la Oregon State University. Celulele de rețea sunt create ca poligoane regulate pe suprafața unui icosaedru și apoi proiectate invers utilizând proiecția Snyder Icosahedral pe zone egale (ISEA) pentru a forma celule cu zonă egală pe sferă. Celulele pot fi hexagoane, triunghiuri sau patrulatere. Rezoluțiile multiple sunt indicate prin alegerea unei "deschideri" sau a raportului dintre zonele celulei la rezoluții consecutive. Unele aplicații ale ISG DGG includ produse de date generate de satelitul Soil Moisture and Ocean Salinity (SMOS) al Agenției Spațiale Europene și software-ul comercial Global Grid Systems Insight, care folosește ISEA3H (diafragma 3 Hexagonal DGGS). | Sunt o clasă de rețele propuse de cercetătorii de la Oregon State University. Celulele de rețea sunt create ca poligoane regulate pe suprafața unui icosaedru și apoi proiectate invers utilizând proiecția Snyder Icosahedral pe zone egale (ISEA) pentru a forma celule cu zonă egală pe sferă. Celulele pot fi hexagoane, triunghiuri sau patrulatere. Rezoluțiile multiple sunt indicate prin alegerea unei "deschideri" sau a raportului dintre zonele celulei la rezoluții consecutive. Unele aplicații ale ISG DGG includ produse de date generate de satelitul Soil Moisture and Ocean Salinity (SMOS) al Agenției Spațiale Europene și software-ul comercial Global Grid Systems Insight, care folosește ISEA3H (diafragma 3 Hexagonal DGGS). | Sunt o clasă de rețele propuse de cercetătorii de la Oregon State University. Celulele de rețea sunt create ca poligoane regulate pe suprafața unui icosaedru și apoi proiectate invers utilizând proiecția Snyder Icosahedral pe zone egale (ISEA) pentru a forma celule cu zonă egală pe sferă. Celulele pot fi hexagoane, triunghiuri sau patrulatere. Rezoluțiile multiple sunt indicate prin alegerea unei "deschideri" sau a raportului dintre zonele celulei la rezoluții consecutive. Unele aplicații ale ISG DGG includ produse de date generate de satelitul Soil Moisture and Ocean Salinity (SMOS) al Agenției Spațiale Europene și software-ul comercial Global Grid Systems Insight, care folosește ISEA3H (diafragma 3 Hexagonal DGGS). |
| --- | --- | --- | --- | --- |
| initiat: 1992-2004 | obiect acoperire: | proiecte: suprafață egală | parametrizat plăci (hexagon, trianghiular, quadrilateral): zone egale | granularitate: fină |

Format:DGGrid meta
| COBE - Cub sferic cuadrilateralizat | COBE - Cub sferic cuadrilateralizat | COBE - Cub sferic cuadrilateralizat | COBE - Cub sferic cuadrilateralizat | COBE - Cub sferic cuadrilateralizat |
| Cub: Descompunerea sferei cu HEALPix și S2. Dar nu folosește curba de umplere a spațiului, marginile nu sunt geodezice, iar proiecția este mai complicată. | Cub: Descompunerea sferei cu HEALPix și S2. Dar nu folosește curba de umplere a spațiului, marginile nu sunt geodezice, iar proiecția este mai complicată. | Cub: Descompunerea sferei cu HEALPix și S2. Dar nu folosește curba de umplere a spațiului, marginile nu sunt geodezice, iar proiecția este mai complicată. | Cub: Descompunerea sferei cu HEALPix și S2. Dar nu folosește curba de umplere a spațiului, marginile nu sunt geodezice, iar proiecția este mai complicată. | Cub: Descompunerea sferei cu HEALPix și S2. Dar nu folosește curba de umplere a spațiului, marginile nu sunt geodezice, iar proiecția este mai complicată. |
| --- | --- | --- | --- | --- |
| initiat: 1975-1991 | obiect acoperire: cub | proiecte: Perspectiva curvilinie | placi quadrilaterale: pastrare de arie uniforma | granularitate: fină |

Format:DGGrid meta
| Plasa triunghiulară cuaternară (QTM)                                                                     | Plasa triunghiulară cuaternară (QTM)                                                                     | Plasa triunghiulară cuaternară (QTM)                                                                     | Plasa triunghiulară cuaternară (QTM)                                                                     | Plasa triunghiulară cuaternară (QTM)                                                                     |
| QTM are celule de formă triunghiulară create de subdiviziunea recursivă de 4 ori a unui octaedru sferic. | QTM are celule de formă triunghiulară create de subdiviziunea recursivă de 4 ori a unui octaedru sferic. | QTM are celule de formă triunghiulară create de subdiviziunea recursivă de 4 ori a unui octaedru sferic. | QTM are celule de formă triunghiulară create de subdiviziunea recursivă de 4 ori a unui octaedru sferic. | QTM are celule de formă triunghiulară create de subdiviziunea recursivă de 4 ori a unui octaedru sferic. |
| --- | --- | --- | --- | --- |
| initiat: 1999-2005                                                                                       | obiect acoperire: octagedron (sau alte)                                                                  | proiecte: Lambert zone egale clindric                                                                    | placi quadrilaterale: pastrare de arie uniforma                                                          | granularitate: fină                                                                                      |

Format:DGGrid meta
| Pixelizare ierarhică a zonei egale isoLatitudine (HEALPix) | Pixelizare ierarhică a zonei egale isoLatitudine (HEALPix) | Pixelizare ierarhică a zonei egale isoLatitudine (HEALPix) | Pixelizare ierarhică a zonei egale isoLatitudine (HEALPix) | Pixelizare ierarhică a zonei egale isoLatitudine (HEALPix) |
| HEALPix are celule în formă de patrulater cu suprafață egală și a fost inițial dezvoltat pentru a fi utilizat cu seturi de date astrofizice în întregul cer. Proiecția obișnuită este „H=4, K=3 Proiectie HEALPix”. Avantajul principal, comparativ cu altele cu aceeași nișă de indexare ca S2, „este potrivit pentru calcule care implică armonici sferice”. | HEALPix are celule în formă de patrulater cu suprafață egală și a fost inițial dezvoltat pentru a fi utilizat cu seturi de date astrofizice în întregul cer. Proiecția obișnuită este „H=4, K=3 Proiectie HEALPix”. Avantajul principal, comparativ cu altele cu aceeași nișă de indexare ca S2, „este potrivit pentru calcule care implică armonici sferice”. | HEALPix are celule în formă de patrulater cu suprafață egală și a fost inițial dezvoltat pentru a fi utilizat cu seturi de date astrofizice în întregul cer. Proiecția obișnuită este „H=4, K=3 Proiectie HEALPix”. Avantajul principal, comparativ cu altele cu aceeași nișă de indexare ca S2, „este potrivit pentru calcule care implică armonici sferice”. | HEALPix are celule în formă de patrulater cu suprafață egală și a fost inițial dezvoltat pentru a fi utilizat cu seturi de date astrofizice în întregul cer. Proiecția obișnuită este „H=4, K=3 Proiectie HEALPix”. Avantajul principal, comparativ cu altele cu aceeași nișă de indexare ca S2, „este potrivit pentru calcule care implică armonici sferice”. | HEALPix are celule în formă de patrulater cu suprafață egală și a fost inițial dezvoltat pentru a fi utilizat cu seturi de date astrofizice în întregul cer. Proiecția obișnuită este „H=4, K=3 Proiectie HEALPix”. Avantajul principal, comparativ cu altele cu aceeași nișă de indexare ca S2, „este potrivit pentru calcule care implică armonici sferice”. |
| --- | --- | --- | --- | --- |
| initiat: 2006 | obiect acoperire: geoid | proiecte: (K, H) parametrizat proiectiei HEALPix | placi quadrilaterale: pastrare de arie uniforma | granularitate: fină |

Format:DGGrid meta
| Plasa triunghiulară ierarhică (HTM) | Plasa triunghiulară ierarhică (HTM) | Plasa triunghiulară ierarhică (HTM) | Plasa triunghiulară ierarhică (HTM) | Plasa triunghiulară ierarhică (HTM) |
| Dezvoltat în 2003...2007, HTM "este o descompunere recursivă pe mai multe niveluri a sferei. Începe cu un octaedru, lăsați-l să fie de nivel 0. Pe măsură ce proiectați marginile octaedrului pe sfera unitate creați 8 triunghiuri sferice, 4 pe nord și 4 pe emisfere sudice". Prima versiune operațională publică pare HTM-v2 în 2004. | Dezvoltat în 2003...2007, HTM "este o descompunere recursivă pe mai multe niveluri a sferei. Începe cu un octaedru, lăsați-l să fie de nivel 0. Pe măsură ce proiectați marginile octaedrului pe sfera unitate creați 8 triunghiuri sferice, 4 pe nord și 4 pe emisfere sudice". Prima versiune operațională publică pare HTM-v2 în 2004. | Dezvoltat în 2003...2007, HTM "este o descompunere recursivă pe mai multe niveluri a sferei. Începe cu un octaedru, lăsați-l să fie de nivel 0. Pe măsură ce proiectați marginile octaedrului pe sfera unitate creați 8 triunghiuri sferice, 4 pe nord și 4 pe emisfere sudice". Prima versiune operațională publică pare HTM-v2 în 2004. | Dezvoltat în 2003...2007, HTM "este o descompunere recursivă pe mai multe niveluri a sferei. Începe cu un octaedru, lăsați-l să fie de nivel 0. Pe măsură ce proiectați marginile octaedrului pe sfera unitate creați 8 triunghiuri sferice, 4 pe nord și 4 pe emisfere sudice". Prima versiune operațională publică pare HTM-v2 în 2004. | Dezvoltat în 2003...2007, HTM "este o descompunere recursivă pe mai multe niveluri a sferei. Începe cu un octaedru, lăsați-l să fie de nivel 0. Pe măsură ce proiectați marginile octaedrului pe sfera unitate creați 8 triunghiuri sferice, 4 pe nord și 4 pe emisfere sudice". Prima versiune operațională publică pare HTM-v2 în 2004. |
| --- | --- | --- | --- | --- |
| initiat: 2004 | obiect acoperire: geoid | proiecte: fară | placi quadrilaterale: echilaterale sferice | granularitate: fină |

Format:DGGrid meta
| Geohash | Geohash | Geohash | Geohash | Geohash |
| Latitudinea și longitudinea sunt combinate, introducând biți în numărul îmbinat. Rezultatul binar este reprezentat ca base32, oferind un cod compact care poate fi citit de om. Când este folosit ca „index spațial”, corespunde unei curbe de ordin Z. Există câteva variante precum Geohash-36. | Latitudinea și longitudinea sunt combinate, introducând biți în numărul îmbinat. Rezultatul binar este reprezentat ca base32, oferind un cod compact care poate fi citit de om. Când este folosit ca „index spațial”, corespunde unei curbe de ordin Z. Există câteva variante precum Geohash-36. | Latitudinea și longitudinea sunt combinate, introducând biți în numărul îmbinat. Rezultatul binar este reprezentat ca base32, oferind un cod compact care poate fi citit de om. Când este folosit ca „index spațial”, corespunde unei curbe de ordin Z. Există câteva variante precum Geohash-36. | Latitudinea și longitudinea sunt combinate, introducând biți în numărul îmbinat. Rezultatul binar este reprezentat ca base32, oferind un cod compact care poate fi citit de om. Când este folosit ca „index spațial”, corespunde unei curbe de ordin Z. Există câteva variante precum Geohash-36. | Latitudinea și longitudinea sunt combinate, introducând biți în numărul îmbinat. Rezultatul binar este reprezentat ca base32, oferind un cod compact care poate fi citit de om. Când este folosit ca „index spațial”, corespunde unei curbe de ordin Z. Există câteva variante precum Geohash-36. |
| --- | --- | --- | --- | --- |
| initiat: 2008 | obiect acoperire: geoid | proiecte: fară | placi quadrilaterale: rectangular | granularitate: fină |

| S2 / S2Region | S2 / S2Region | S2 / S2Region | S2 / S2Region | S2 / S2Region |
| "S2 Grid System" face parte din "S2 Geometry Library" (numele este derivat din notația matematică pentru sfera-n, S² ). Acesta implementează un sistem de indexare bazat pe proiecția cubului și umplerea spațiului curba Hilbert, dezvoltat la Google. S2Region din S2 este cea mai generală reprezentare a celulelor sale, unde pot fi calculate poziția celulei și metrica (de exemplu, aria). Fiecare S2Region este o subgrilă, rezultând o ierarhie limitată la 31 de niveluri. Rezoluția la nivelul 30 este estimată la 1 cm², la nivelul 0 este de 85011012 km². Identificatorul de celulă al grilei ierarhice a unei fețe de cub (6 fețe) are și un ID de 60 de biți (deci „fiecare cm² de pe Pământ poate fi reprezentat folosind un număr întreg de 64 de biți). | "S2 Grid System" face parte din "S2 Geometry Library" (numele este derivat din notația matematică pentru sfera-n, S² ). Acesta implementează un sistem de indexare bazat pe proiecția cubului și umplerea spațiului curba Hilbert, dezvoltat la Google. S2Region din S2 este cea mai generală reprezentare a celulelor sale, unde pot fi calculate poziția celulei și metrica (de exemplu, aria). Fiecare S2Region este o subgrilă, rezultând o ierarhie limitată la 31 de niveluri. Rezoluția la nivelul 30 este estimată la 1 cm², la nivelul 0 este de 85011012 km². Identificatorul de celulă al grilei ierarhice a unei fețe de cub (6 fețe) are și un ID de 60 de biți (deci „fiecare cm² de pe Pământ poate fi reprezentat folosind un număr întreg de 64 de biți). | "S2 Grid System" face parte din "S2 Geometry Library" (numele este derivat din notația matematică pentru sfera-n, S² ). Acesta implementează un sistem de indexare bazat pe proiecția cubului și umplerea spațiului curba Hilbert, dezvoltat la Google. S2Region din S2 este cea mai generală reprezentare a celulelor sale, unde pot fi calculate poziția celulei și metrica (de exemplu, aria). Fiecare S2Region este o subgrilă, rezultând o ierarhie limitată la 31 de niveluri. Rezoluția la nivelul 30 este estimată la 1 cm², la nivelul 0 este de 85011012 km². Identificatorul de celulă al grilei ierarhice a unei fețe de cub (6 fețe) are și un ID de 60 de biți (deci „fiecare cm² de pe Pământ poate fi reprezentat folosind un număr întreg de 64 de biți). | "S2 Grid System" face parte din "S2 Geometry Library" (numele este derivat din notația matematică pentru sfera-n, S² ). Acesta implementează un sistem de indexare bazat pe proiecția cubului și umplerea spațiului curba Hilbert, dezvoltat la Google. S2Region din S2 este cea mai generală reprezentare a celulelor sale, unde pot fi calculate poziția celulei și metrica (de exemplu, aria). Fiecare S2Region este o subgrilă, rezultând o ierarhie limitată la 31 de niveluri. Rezoluția la nivelul 30 este estimată la 1 cm², la nivelul 0 este de 85011012 km². Identificatorul de celulă al grilei ierarhice a unei fețe de cub (6 fețe) are și un ID de 60 de biți (deci „fiecare cm² de pe Pământ poate fi reprezentat folosind un număr întreg de 64 de biți). | "S2 Grid System" face parte din "S2 Geometry Library" (numele este derivat din notația matematică pentru sfera-n, S² ). Acesta implementează un sistem de indexare bazat pe proiecția cubului și umplerea spațiului curba Hilbert, dezvoltat la Google. S2Region din S2 este cea mai generală reprezentare a celulelor sale, unde pot fi calculate poziția celulei și metrica (de exemplu, aria). Fiecare S2Region este o subgrilă, rezultând o ierarhie limitată la 31 de niveluri. Rezoluția la nivelul 30 este estimată la 1 cm², la nivelul 0 este de 85011012 km². Identificatorul de celulă al grilei ierarhice a unei fețe de cub (6 fețe) are și un ID de 60 de biți (deci „fiecare cm² de pe Pământ poate fi reprezentat folosind un număr întreg de 64 de biți). |
| --- | --- | --- | --- | --- |
| initiat: 20015 | obiect acoperire: cub | proiecte: proiecte sferica pe fiecare fata a cubului folosind funcții quadratice | placi semiregulate: proiectii quadrilaterale | granularitate: fină |

| S2 / S2LatLng                                                                                                 | S2 / S2LatLng                                                                                                 | S2 / S2LatLng                                                                                                 | S2 / S2LatLng                                                                                                 | S2 / S2LatLng                                                                                                 |
| DGG furnizat de reprezentarea S2LatLng, ca o grilă ISO 6709, dar ierarhic și cu forma sa de celulă specifică. | DGG furnizat de reprezentarea S2LatLng, ca o grilă ISO 6709, dar ierarhic și cu forma sa de celulă specifică. | DGG furnizat de reprezentarea S2LatLng, ca o grilă ISO 6709, dar ierarhic și cu forma sa de celulă specifică. | DGG furnizat de reprezentarea S2LatLng, ca o grilă ISO 6709, dar ierarhic și cu forma sa de celulă specifică. | DGG furnizat de reprezentarea S2LatLng, ca o grilă ISO 6709, dar ierarhic și cu forma sa de celulă specifică. |
| --- | --- | --- | --- | --- |
| initiat: 20015                                                                                                | obiect acoperire: geoid sau sferic                                                                            | proiecte: -                                                                                                   | placi semiregulate: proiectii quadrilaterale                                                                  | granularitate: fină                                                                                           |

| S2 / S2Cellid | S2 / S2Cellid | S2 / S2Cellid | S2 / S2Cellid | S2 / S2Cellid |
| DGG furnizat de reprezentarea S2CellId. Fiecare ID de celulă este un identificator unic întreg fără semnătură pe 64 de biți, pentru orice nivel de ierarhie. | DGG furnizat de reprezentarea S2CellId. Fiecare ID de celulă este un identificator unic întreg fără semnătură pe 64 de biți, pentru orice nivel de ierarhie. | DGG furnizat de reprezentarea S2CellId. Fiecare ID de celulă este un identificator unic întreg fără semnătură pe 64 de biți, pentru orice nivel de ierarhie. | DGG furnizat de reprezentarea S2CellId. Fiecare ID de celulă este un identificator unic întreg fără semnătură pe 64 de biți, pentru orice nivel de ierarhie. | DGG furnizat de reprezentarea S2CellId. Fiecare ID de celulă este un identificator unic întreg fără semnătură pe 64 de biți, pentru orice nivel de ierarhie. |
| --- | --- | --- | --- | --- |
| initiat: 20015 | obiect acoperire: cub | proiecte: - | placi semiregulate: proiectii quadrilaterale | granularitate: fină |

### Grile ierarhice standard cu suprafață egală
Există o clasă de DGG ierarhizate numite de Open Geospatial Consortium (OGC) drept „Sisteme discrete globale de rețea” (DGGS), care trebuie să îndeplinească 18 cerințe. Printre acestea, ceea ce distinge cel mai bine această clasă de alte DGG ierarhice, este Cerința-8, „Pentru fiecare nivel succesiv de rafinare a rețelei și pentru fiecare geometrie a celulei, (. . . ) Celulele care au o suprafață egală (...) în cadrul nivelului de precizie specificat .
Un DGGS este conceput ca un cadru pentru informații, distinct de sistemele convenționale de referință de coordonate concepute inițial pentru navigație. Pentru ca un cadru global de informații spațiale bazat pe rețea să funcționeze eficient ca un sistem analitic, acesta ar trebui să fie construit folosind celule care reprezintă suprafața Pământului în mod uniform. Standardul DGGS include în cerințele sale un set de funcții și operațiuni pe care cadrul trebuie să le ofere.
Toate celulele de nivel 0 ale DGGS sunt fețe de suprafață egală a unui poliedru regulat..

## Modelarea bazei de date

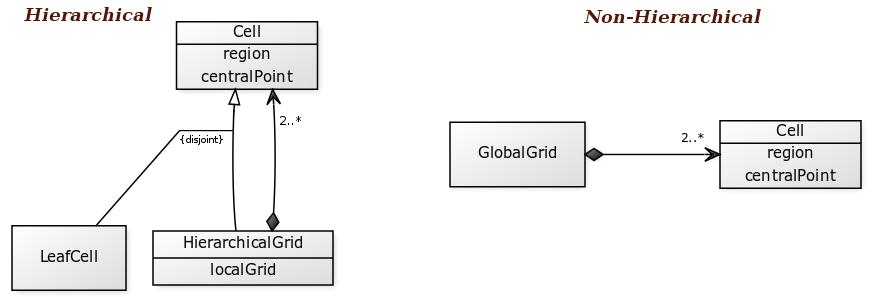
În toate bazele de date DGG, grila este o compoziție a celulelor sale. Regiunea și punctul central sunt ilustrate ca proprietăți tipice sau subclase. Identificatorul de celulă (ID-ul celulei) este, de asemenea, o proprietate importantă, folosit ca index intern și/sau ca etichetă publică a celulei (în loc de punct-coordonate) în aplicațiile de geocodificare. Uneori, ca în grila MGRS, coordonatele fac rolul ID.

Există multe DGG-uri, deoarece există multe alternative de reprezentare, optimizare și modelare. Toată grila DGG este o compoziție a celulelor sale și, în DGG ierarhic, fiecare celulă folosește o nouă grilă peste regiunea sa locală.
Ilustrația nu este adecvată cazurilor TIN DEM și structurilor similare de „date brute”, în care baza de date nu folosește conceptul de celulă (care geometric este regiunea triunghiulară), ci noduri și margini: fiecare nod este o înălțime și fiecare margine este distanța între noduri.
În general, fiecare celulă a DGG este identificată prin coordonatele punctului său de regiune (ilustrat ca punct central al unei reprezentări a bazei de date). De asemenea, este posibil, cu pierderea funcționalității, să se utilizeze un „identificator gratuit”, adică orice număr unic sau etichetă simbolică unică pentru fiecare celulă, ID-ul celulei. ID-ul este de obicei folosit ca index spațial (cum ar fi Quadtree intern sau arborele kd ), dar este, de asemenea, posibil să transformați ID-ul într-o etichetă lizibilă de om pentru aplicații de geocodificare.
Bazele de date moderne (de exemplu, folosind grila S2) utilizează, de asemenea, reprezentări multiple pentru aceleași date, oferind ambele, o grilă (sau o regiune de celulă) bazată pe Geoid și o grilă în proiecție.

## Istorie
Rețelele globale discrete cu regiuni celulare definite de paralele și meridiane de latitudine/longitudine au fost utilizate încă din primele zile ale calculului geospațial global. Înainte de aceasta, discretizarea coordonatelor continue în scopuri practice, cu hărți de hârtie, a avut loc numai cu o granularitate redusă. Poate că cel mai reprezentativ și principal exemplu de DGG din această epocă pre-digitală a fost DGG-urile militare UTM din anii 1940, cu identificarea mai fină a celulei granulare în scopuri de geocodificare  În mod similar, există o grilă ierarhică înainte de calculul geospațial, dar numai în granulație grosieră.
O suprafață globală nu este necesară pentru utilizarea pe hărțile geografice zilnice, iar memoria era foarte extinsă înainte de anii 2000, pentru a pune toate datele planetare în același computer. Primele rețele digitale globale au fost utilizate pentru prelucrarea datelor imaginilor din satelit și modelarea dinamicii fluidelor (climatice și oceanografice) globale.
Primele referințe publicate la sistemele DGG ierarhice geodezice sunt la sistemele dezvoltate pentru modelarea atmosferică și publicate în 1968. Aceste sisteme au regiuni de celule hexagonale create pe suprafața unui icosaedru sferic.
Grilele ierarhice spațiale au fost supuse unor studii mai intensive în anii 1980, când structurile principale, precum Quadtree, au fost adaptate în indexarea imaginilor și în bazele de date.
În timp ce instanțe specifice ale acestor rețele au fost folosite de zeci de ani, termenul Rețele globale discrete a fost inventat de cercetători de la Universitatea de Stat din Oregon în 1997 pentru a descrie clasa tuturor acestor entități.
. . . Standardizarea OGC în 2017. . .

### Comparație și evoluție
Evaluarea Discrete Global Grid constă din mai multe aspecte, inclusiv suprafața, forma, compactitatea etc. Metodele de evaluare pentru proiecția hărții, cum ar fi indicatorul Tissot, sunt, de asemenea, potrivite pentru evaluarea proiectării hărților bazată pe o rețea globală discretă.

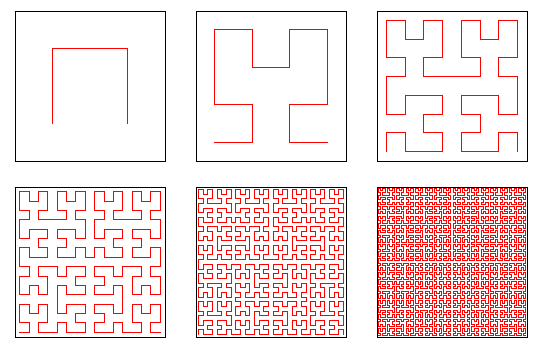
Curba Hilbert adoptată în DGG-uri precum S2, pentru indexare spațială optimă. A fost o evoluție de la indicii curbei Z, deoarece nu au „salturi”, păstrând celulele cele mai apropiate ca vecine.

În plus, raportul mediu între profilurile complementare (AveRaComp) oferă o bună evaluare a distorsiunilor de formă pentru rețeaua globală discretă în formă de patrulater.
Opțiunile de dezvoltare și adaptările bazei de date sunt orientate de cerințe practice pentru performanțe, fiabilitate sau precizie mai mari. Cele mai bune alegeri sunt selectate și adaptate necesităților, favorizând evoluția arhitecturilor DGG. Exemple ale acestui proces de evoluție: de la DGG neierarhice la ierarhice; de la utilizarea indicilor curbei Z (un algoritm naiv bazat pe interpunerea cifrelor), folosit de Geohash, la indicii curbei Hilbert, utilizați în optimizări moderne, cum ar fi S2.

## Variante de geocodificare
În general, fiecare celulă a grilei este identificată de coordonatele punctului său de regiune, dar este, de asemenea, posibil să simplificați sintaxa și semantica coordonatelor, să obțineți un identificator, ca într-o grilă alfanumerică clasică — și să găsiți coordonatele unei regiuni -punct din identificatorul său. Reprezentările de coordonate mici și rapide sunt un obiectiv în implementările ID-ului celulei, pentru orice soluții DGG.
Nu există pierderi de funcționalitate atunci când se utilizează un „identificator gratuit” în locul unei coordonate, adică orice număr unic sau etichetă simbolică unică per punct-regiune, ID-ul celulei. Deci, transformarea unei coordonate într-o etichetă care poate fi citită de om și/sau comprimarea lungimii etichetei, este un pas suplimentar în reprezentarea grilei.
Unele „coduri de locații globale” populare, precum ISO 3166-1 alfa-2 pentru regiunile administrative sau codul Longhurst pentru regiunile ecologice ale globului, sunt parțiale în acoperirea globului. Pe de altă parte, orice set de identificatori de celulă ai unui anumit DGG poate fi folosit ca „coduri de locuri cu acoperire completă”. Fiecare set diferit de ID-uri, atunci când sunt utilizate ca standard în scopul schimbului de date, sunt denumite „sistem de geocodare”.
Există multe modalități de a reprezenta valoarea unui identificator de celulă (celulă-ID) a unei rețele: structurat sau monolitic, binar sau nu, lizibil de om sau nu. Presupunând o caracteristică a hărții, cum ar fi fountaine Merlion din Singapore (caracteristică la scară de ~ 5m), reprezentată de celula sa de delimitare minimă sau de o celulă punct central, ID-ul celulei va fi:
| ID celulă                             | Numele și parametrii variantei DGG                     | Structura ID; rezoluția grilei                                                |
| ------------------------------------- | ------------------------------------------------------ | ----------------------------------------------------------------------------- |
| (1° 17′ 13,28″ N, 103° 51′ 16,88″ E ) | ISO 6709/D în grade (anexă), CRS= GS84                 | lat (deg min sec dir) long (deg min sec dir); secunde cu 2 locuri fracționate |
| (1.286795, 103.854511)                | ISO 6709/F în zecimal și CRS=WGS84                     | (lat,long; 6 locuri fracționate                                               |
| (1.65AJ, 2V. IBCF)                    | ISO 6709/F în zecimal în baza36 (non-ISO) și CRS=WGS84 | (lat,long); 4 locuri fracționare                                              |
| w21z76281                             | Geohash, base32, WGS84                                 | monolitic; 9 caractere                                                        |
| 6PH57VP3+PR                           | PlusCode, base20, WGS84                                | monolitic; 10 caractere                                                       |
| 48N 372579 142283                     | UTM, zecimal standard, WGS84                           | zone lat long; 3 + 6 + 6 cifre                                                |
| 48N 7ZHF 31SB                         | UTM, baza de coordonate36, WGS84                       | zone lat long; 3 + 4 + 4 cifre                                                |

Toate aceste geocoduri reprezintă aceeași poziție pe glob, cu o precizie similară, dar diferă prin șir-lungime, separatori-utilizare și alfabet (caractere care nu separă). În unele cazuri poate fi utilizată reprezentarea „DGG originală”. Variantele sunt modificări minore, afectând doar reprezentarea finală, de exemplu baza reprezentării numerice sau întrepătrunderea părților structurate într-un singur număr sau reprezentare de cod. Cele mai populare variante sunt utilizate pentru aplicații de geocodificare.

### Grile globale alfanumerice
DGG-urile și variantele sale, cu identificatori de celule citibili de către om, au fost folosiți ca standard de facto pentru grilele alfanumerice. Nu se limitează la simboluri alfanumerice, dar „alfanumeric” este cel mai obișnuit termen.
Geocodurile sunt notații pentru locații și, într-un context DGG, notații pentru exprimarea ID-urilor celulei de rețea. Există o evoluție continuă în standardele digitale și DGG-uri, deci o schimbare continuă în popularitatea fiecărei convenții de geocodare din ultimii ani. Adopția mai largă depinde, de asemenea, de adoptarea guvernului țării, de utilizarea în platformele populare de cartografiere și de mulți alți factori.
Exemplele utilizate în următoarea listă sunt despre „celulă de rețea minoră” care conține obeliscul de la Washington, 38° 53′ 22.11″ N, 77° 2′ 6.88″ W
| Numele DGG/var         | Început și licență       | Rezumatul variantei                                    | Descriere și exemplu |
| ---------------------- | ------------------------ | ------------------------------------------------------ | --- |
| Zone UTM/non-suprapuse | anii 1940-CC0            | original fără suprapunere                              | Împarte Pământul în șaizeci de benzi poligonale. Exemplu: 18S |
| UTM discret            | Anii 1940 - CC0          | numere întregi UTM originale                           | Împarte Pământul în șaizeci de zone, fiecare fiind o bandă de șase grade de longitudine și folosește o proiecție secantă Mercator transversală în fiecare zonă. Nu există informații despre prima utilizare digitală și convenții. Se presupunea că standardizările au fost mai târziu ISO (anii 1980). Exemplu: 18S 323483 4306480 |
| ISO 6709               | 1983 - CC0               | reprezentare originală a gradului                      | Rezoluțiile grilei sunt o funcție a numărului de cifre — cu zero-uri umplute atunci când este necesar și parte fracționată cu un număr adecvat de cifre pentru a reprezenta precizia necesară a grilei. Exemplu: 38° 53′ 22.11″ N, 77° 2′ 6.88″ W                                                                                   |
| ISO 6709               | 1983 - CC0               | Reprezentare cu 7 cifre zecimale                       | Varianta bazată pe reprezentarea XML în care structura datelor este un „tuplu format din latitudine și longitudine reprezintă poziția geografică bidimensională”, iar fiecare număr din tuplu este un număr real discretizat cu 7 zecimale. Exemplu: 38.889475, -77.035244 .                                                        |
| Mapcode                | 2001 - brevetat          | original                                               | Primul care a adoptat un cod mix, împreună cu codurile ISO 3166 (țară sau oraș). În 2001, algoritmii au fost autorizați Apache2, dar tot sistemul rămâne brevetat. |
| Geohash                | 2008 - CC0               | original                                               | Este ca un latLong introdus puțin, iar rezultatul este reprezentat ca base20. |
| Geohash                | 2011 - CC0               | Base36, numit și Geohash-36                            | Schimbă doar base32 în base36, rezultând un cod puțin comprimat decât Geohash original. |
| What3words             | 2013 brevetat            | original (engleză)                                     | convertește pătrate de 3x3 metri în 3 cuvinte din dicționarul englez. |
| PlusCode               | 2014 - Apache2           | original                                               | Numit și „Cod de locație deschisă”. Codurile sunt numere in bază 20 și pot utiliza nume de oraș, reducând codul cu dimensiunea codului de casetă de delimitare al orașului (cum ar fi strategia Mapcode). Exemplu: 87C4VXQ7+QV . |
| S2 Cell ID/Base32      | 2015 - Apache2           | număr întreg original pe 64 de biți exprimat ca bază32 | Indexare ierarhică și foarte eficientă a bazelor de date, dar nu există reprezentare standard pentru bazele 32 și prefixele orașului, ca PlusCode. |
| What3words/otherLang   | 2016 ... 2017 - brevetat | alte limbi                                             | la fel ca engleza, dar folosind alt dicționar ca referință pentru cuvinte. Exemplu portughez și celulă de tenaz.fatual.davam |

Alte variante documentate, dar presupuse să nu fie folosite sau să nu fie „niciodată populare”:
| Numele DGG  | Început - licență        | rezumat                                                                 | Descriere |
| ----------- | ------------------------ | ----------------------------------------------------------------------- | --- |
| pătratele-C | 2003 - „fără restricții” | Latlong întrețesut                                                      | Întrețesirea zecimală a ISO Lat Reprezentare de lungă durată. Este un algoritm „naiv” în comparație cu interconectarea binară sau Geohash. |
| GEOREF      | ~ 1990 - CC0             | Bazat pe ISO LatLong, dar folosește o notație mai simplă și mai concisă | „World Geographic Reference System”, un sistem de coordonate de navigație militară/aeriană pentru identificarea punctelor și a zonei. |
| Geotude     | ?                        | ?                                                                       | ? |
| GARS        | 2007 - restricționat     | SUA/NGA                                                                 | Sistem de referință dezvoltat de Agenția Națională de Informații Geospațiale (NGA). „sistemul standardizat de referință al spațiului de luptă în DoD care va avea impact asupra întregului spectru de deconflicție a spațiului de luptă” |
| Pătrate OMM | 2001. . - CC0?           | de specialitate                                                         | Celulele de descărcare a imaginii NOAA. ... împarte o diagramă a lumii cu linii de rețea latitudine-longitudine în celule de rețea de 10° latitudine cu 10° longitudine, fiecare cu un identificator numeric unic, format din 4 cifre. 36x18 celule dreptunghiulare (etichetate cu patru cifre, prima cifră identifică cadranele NE/SE/SW/NW). |

## Vezi si
- Referință grilă
- Grilă geodezică
- Lista sistemelor de geocodificare
- Sistemul de referință al rețelei militare

## linkuri externe
- Grupul de lucru pentru standarde OGC DGGS
- Pagina Discrete Global Grids la departamentul de Informatică de la Southern Oregon University
- Pagina modelului climatic BUGS Arhivat în 15 decembrie 2006, la Wayback Machine. pe rețele geodezice
- Pagina Institutului de cercetare pentru pătratele Arhivat în 1 decembrie 2017, la Wayback Machine. World Grid pe World Grid Squares